# Мустафа Денізлі
Мустафа Денізлі (тур. Mustafa Denizli, нар. 10 листопада 1949, Алачати) — турецький футболіст, що грав на позиції нападника. Виступав, зокрема, за клуб «Алтай», а також національну збірну Туреччини.
По завершенні ігрової кар'єри — футбольний тренер, що працював, зокрема, з національною збірною Туреччини, а також з Великою Трійкою стамбульських клубів — «Галатасараєм», «Фенербахче» та «Бешикташем», з кожним з яких досягав перемог у чемпіонаті ТУреччини.

## Клубна кар'єра
У дорослому футболі дебютував 1966 року виступами за команду клубу «Алтай», в якій провів сімнадцять сезонів, взявши участь у 476 матчах чемпіонату. Більшість часу, проведеного у складі ізмірського «Алтая», був основним гравцем атакувальної ланки команди.
Завершив професійну ігрову кар'єру у клубі «Галатасарай», за команду якого виступав протягом 1983—1984 років.

## Виступи за збірну
У 1971 році дебютував в офіційних матчах у складі національної збірної Туреччини. Протягом кар'єри у національній команді, яка тривала 10 років, провів у формі головної команди країни 33 матчі, забивши 2 голи.

## Кар'єра тренера
Розпочав тренерську кар'єру відразу по завершенні кар'єри гравця, ставши асистентом головного тренера «Галатасарая» німця Юппа Дерваля. За три роки, у 1987, очолив  тренерський штаб «Галатасарая». У своєму першому ж сезоні на чолі команди молодий тренер привів її до перемоги в чемпіонаті Туреччини. 
1989 року залишив батьківщину і протягом сезону працював з німецькою «Алеманією» (Аахен), після чого повернувся до Туреччини, де ще два сезони тренував «Галатасарай». Після невиликої перерви у тренерській роботі 1994 очолив команду скромного «Коджаеліспора».
1996 року став наступником Фатіха Теріма на посаді головного тренера збірної Туреччини. Під його керівництвом турки кваліфікувалися до фінальної частини чемпіонату Європи 2000 року, що проходила в Бельгії та Нідерландах. На самому турнірі команда завдяки нічиїй зі збірною Швеції та перемозі над бельгійцями вийшла з групи, після чого на стадії чвертфіналів поступилася збірній Португалії. Таким чином Денізлі увійшов в історію як перший тренер, під керівництвом якого збірна Туреччини дійшла до стадії плей-оф великого міжнародного турніру.
В сезоні 2000/01, залишивши збірну, тренер працював з «Фенербахче», з яким здобув свій другий титул чемпіона Туреччини.
Згодом з 2003 по 2008 рік працював головним тренером «Манісаспора», а також іранських команд «ПАС Тегеран» і «Персеполіс».
2008 року очолив «Бешикташ», свій третій клуб з Великої Трійки стамбульських команд. Як і раніше з «Галатасараєм» та «Фенербахче» перший сезон на чолі «Бешикташа» Денізлі завершив перемогою у національній першості. Став таким чином першим і наразі єдиним тренером в історії, який приводив усі ці три команди до тріумфу у чемпіонаті Туреччини.
2010 року залишив «Бешикташ». Протягом 2011—2014 року по одному сезону пропрацював з іранським «Персеполісом», «Чайкур Різеспором» і азербайджанським «Хазар-Ланкараном».
Наприкінці листопада 2015 року утретє в своїй кар'єрі був призначений головним тренером «Галатасарая», проте пропрацював з командою неповні півроку, подавши у відставку у березні 2016 року.

## Титули і досягнення

### Як гравця
- Володар Кубка Туреччини:

«Алтай»: 1966-67, 1979-80
- Найкращий бомбардир Чемпіонату Туреччини:

«Алтай»: 1979-80

### Як тренера
- Чемпіон Туреччини:

«Галатасарай»: 1987-88
«Фенербахче»: 2000-01
«Бешікташ»: 2008-09
- Володар Кубка Туреччини:

«Галатасарай»: 1990-91
«Бешікташ»: 2008-09
- Суперкубок Туреччини:

«Галатасарай»: 1988, 1991